# جردن برنز
جردن برنز (انگلیسی: Jordan Burns؛ زادهٔ ۲۸ اوت ۱۹۹۷) بازیکن بسکتبال اهل ایالات متحده آمریکا است.